# Myssjö socken
Myssjö socken ligger i Jämtland, ingår sedan 1971 i Bergs kommun och motsvarar från 2016 Myssjö distrikt.
Socknens areal är 336,20 kvadratkilometer, varav 297,50 land. År 2000 fanns här 547 invånare. Kyrkbyn Myssjö med sockenkyrkan Myssjö kyrka ligger i socknen. I Kövra, finns även Myssjö baptistförsamlings Nya kapellet som invigdes 1925.

## Administrativ historik
Myssjö socken har medeltida ursprung. 
Vid kommunreformen 1862 överfördes ansvaret för de kyrkliga frågorna till Myssjö församling och för de borgerliga frågorna till Myssjö landskommun. Landskommunen inkorporerades 1952 i Ovikens landskommun som 1971 uppgick i Bergs kommun. Församlingen uppgick 2010 i Oviken-Myssjö församling.
1 januari 2016 inrättades distriktet Myssjö, med samma omfattning som församlingen hade 1999/2000.
Socknen har tillhört fögderier, tingslag och domsagor enligt vad som beskrivs i artikeln Jämtland. De indelta soldaterna tillhörde Jämtlands fältjägarregemente och Jämtlands hästjägarkår.

## Geografi
Myssjö socken ligger i öster kring Storsjöns och västerut till trakterna söder om Oviksfjällen. Socknen har odlingsbygd närmast sjön och är i övrigt en myrrik skogsbygd med höjder som når 690 meter över havet.

### Geografisk avgränsning
Socknen omfattar hela Matnäset, som är en utstickande udde i södra delen av Storsjön mellan Myrviken och Södra Storsjöflaket. Socknen sträcker sig långt västerut till trakterna söder om Oviksfjällen. Här finns ett fäbodområde med bland andra Anjebodarna, Landsombodarna, Svedjebodarna, Åsbodarna, Hällbergsbodarna, Ångrobodarna, Högbodarna, Nybodarna, Väster-Hallåsen, Väster-Svartåsen och Dalåsbodarna. I fäbodområdet finns vattendrag som Stor-Fuan, Galån (längst i väst) samt Högån.
I socknens västra del ligger småorterna Hallom, Kövra, Hovermo längs länsväg 321. Här ligger även småorterna Tosåsen, Persåsen, Svedje, Älven och Lockåsen. På själva Matnäset ligger, förutom småorten med samma namn, Mjäla, Bynom, Långsved, Ångron samt Myssjö kyrkby. I nordost ligger Landsom samt Funäs, den senare med en gammal ångbåtsbrygga och viken Funäsviken.

## Fornlämningar
Man har funnit omkring tio boplatser från stenåldern. Denna tillhör en fångstmiljö med ett antal stensättningar i Storsjön. Från medeltida lågteknisk järnhantering har man funnit slagghögar samt blästerugnar. Man har även anträffat fångstgropar och några medeltida ödegårdar.

## Namnet
Namnet (1370 Myskio) kommer från kyrkbyn. Namnet innehåller musk, 'mörker, skugga' syftande på den mörka skiffer som finns vid kyrkan och i sjön intill.

## Personer från bygden
- Jonas Stadling, född 1847 i Myssjö, var baptistpredikant, tidningsman och skriftställare.
- Anders Backman hade tjänst som lärare i Myssjö skola från 1875. Han bosatte sig sedan i Kövra och blev medlem och predikant i Myssjö baptistförsamling.
- Erik "Äcke" Olsson var från 1909 folkskollärare i Kövra.
- Lisa "Lapp-Lisa" Thomasson, sydsamisk sångerska från Kövra.
- Nils Thomasson, sydsamisk fotograf från Kövra.

## Befolkningsutveckling
| Befolkningsutvecklingen i Myssjö socken 1750–1990                                                        | Befolkningsutvecklingen i Myssjö socken 1750–1990 | Befolkningsutvecklingen i Myssjö socken 1750–1990 | Befolkningsutvecklingen i Myssjö socken 1750–1990 | Befolkningsutvecklingen i Myssjö socken 1750–1990 |
| --- | ------------------------------------------------- | ------------------------------------------------- | ------------------------------------------------- | ------------------------------------------------- |
| |                                                   |                                                   |                                                   |                                                   |
| År |                                                   |                                                   | Folkmängd                                         |                                                   |
| 1750 | 1750                                              |                                                   | 257                                               |                                                   |
| 1760 | 1760                                              |                                                   | 301                                               |                                                   |
| 1769 | 1769                                              |                                                   | 297                                               |                                                   |
| 1780 | 1780                                              |                                                   | 679                                               |                                                   |
| 1800 | 1800                                              |                                                   | 597                                               |                                                   |
| 1810 | 1810                                              |                                                   | 684                                               |                                                   |
| 1820 | 1820                                              |                                                   | 775                                               |                                                   |
| 1830 | 1830                                              |                                                   | 817                                               |                                                   |
| 1840 | 1840                                              |                                                   | 835                                               |                                                   |
| 1850 | 1850                                              |                                                   | 902                                               |                                                   |
| 1860 | 1860                                              |                                                   | 882                                               |                                                   |
| 1870 | 1870                                              |                                                   | 1 030                                             |                                                   |
| 1880 | 1880                                              |                                                   | 1 083                                             |                                                   |
| 1890 | 1890                                              |                                                   | 1 194                                             |                                                   |
| 1900 | 1900                                              |                                                   | 1 137                                             |                                                   |
| 1910 | 1910                                              |                                                   | 1 162                                             |                                                   |
| 1920 | 1920                                              |                                                   | 1 249                                             |                                                   |
| 1930 | 1930                                              |                                                   | 1 212                                             |                                                   |
| 1940 | 1940                                              |                                                   | 1 170                                             |                                                   |
| 1950 | 1950                                              |                                                   | 1 075                                             |                                                   |
| 1960 | 1960                                              |                                                   | 936                                               |                                                   |
| 1970 | 1970                                              |                                                   | 678                                               |                                                   |
| 1980 | 1980                                              |                                                   | 613                                               |                                                   |
| 1990 | 1990                                              |                                                   | 579                                               |                                                   |
| Anm: Källor: Umeå universitet - Tabellverket 1749-1859, Demografiska databasen, CEDAR, Umeå universitet. |                                                   |                                                   |                                                   |                                                   |